# Domaine public en droit de la propriété intellectuelle suisse
Pour les articles homonymes, voir domaine public.
Le domaine public regroupe les biens intellectuels qui ne sont plus protégés, au terme d'un certain délai, par les diverses lois liées au droit de la propriété intellectuelle.

## Quand l'œuvre entre-t-elle dans le domaine public?
Les logiciels créés par un seul auteur sont protégés jusqu'à 50 ans post-mortem.
Les autres œuvres mono-auteur sont protégées jusqu'à 70 ans post-mortem.
Les logiciels créés par plusieurs auteurs sont protégés jusqu'à 50 post-mortem après le décès du dernier coauteur survivant.
Les autres œuvres multi-auteurs sont protégées jusqu'à 70 ans post-mortem après le décès du dernier coauteur survivant.
Pour une œuvre anonyme, la protection de l’œuvre prend fin 70 ans après publication ou, si elle l’a été par livraisons, 70 ans après la dernière livraison.
Le délai de protection commence à courir le 31 décembre de l’année dans laquelle s’est produit l’événement déterminant.

## Quand l'interprétation entre-t-elle dans le domaine public?
La protection commence avec l’exécution de la prestation par l’artiste interprète, avec la confection des phonogrammes ou des vidéogrammes ou avec la diffusion de l’émission; elle prend fin après 50 ans.
Le délai de protection commence à courir le 31 décembre de l’année dans laquelle s’est produit l’événement déterminant.